# Bacardí
Bacardí es una compañía de bebidas alcohólicas fundada en Santiago de Cuba en 1862 por  el español Facundo Bacardí Massó. La sede internacional de esta empresa está en Puerto Rico, pero también tiene oficinas en México, Miami y Bermudas.
Después de la Revolución cubana, la compañía trasladó sus operaciones a Puerto Rico. Tiene la destilería de ron más grande del mundo en el municipio de Cataño Puerto Rico cercano a San Juan. Aunque la mayoría de las operaciones todavía se centran en Puerto Rico, las oficinas centrales (y la sede social) de la corporación se ubican en las Bermudas donde se registró como Bacardi Limited y en México tiene una planta de manufactura. 
Continúa siendo una corporación familiar y privada. En 2004 los beneficios de la compañía fueron aproximadamente de 0 millones de $.[cita requerida] En 1992 adquirió la italiana Martini & Rossi y en 2005, el «ron Bacardi» era el segundo espirituoso más vendido en el mundo. [cita requerida]Además del famoso ron, la corporación posee las marcas de vodka Eristoff, el whisky Dewar's y la ginebra Bombay Sapphire, entre otros.

## Bacardí en Puerto Rico

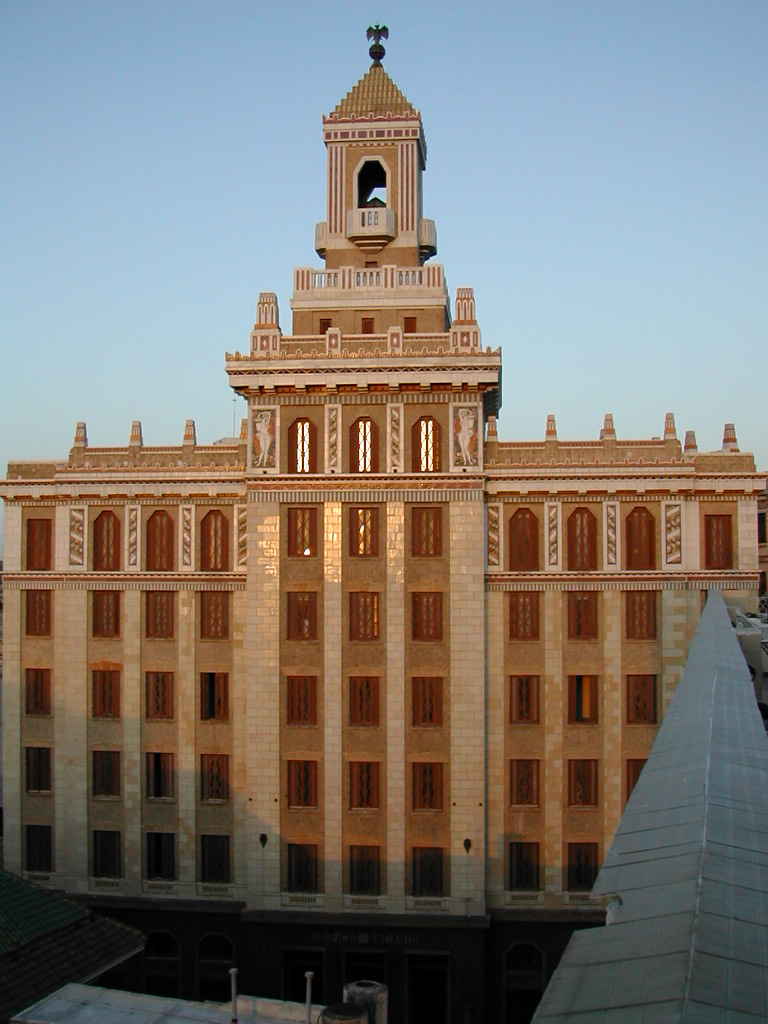
Edificio Bacardí en La Habana, 1930.

En 1936, Bacardí estableció una destilería en Puerto Rico para evitar el pago de aranceles sobre el ron que enviaba a Estados Unidos. Estas instalaciones se encuentran ubicadas al otro lado de El Morro, al otro lado de la bahía de San Juan, en el pueblo de Cataño.
A las instalaciones de Bacardí se puede llegar por ferry, y en el lugar se puede aprender sobre la producción del ron, degustar diferentes variedades del producto, y disfrutar de bellos jardines y bonitas vistas. En la destilería se producen unos 400 mil litros de ron por día.
Bacardí es una de las mayores empresas de Puerto Rico. Cuando se inauguró la Casa Bacardí, un museo dedicado a la empresa, Ferdinand Mercado, secretario de Puerto Rico, comentó que “una de las primeras cosas que preguntan los turistas al llegar a Puerto Rico, es ‘¿Dónde está la fábrica de Bacardí?’ ”[cita requerida]

## Su símbolo
Don Facundo Bacardí Massó y su esposa, Amalia Moreau, se embarcaron en un nuevo negocio en 1862 con la compra de una destilería en Santiago de Cuba. Después de una extensa experimentación, Don Facundo desarrolló un ron ligero, elegante, con un sabor que contrastaba con la popular aguardiente. Cuando se instalaron, Doña Amalia notó una colonia de murciélagos de la fruta que anidaban en los aleros de la destilería con techo de hojalata, y sugirió a su marido que el murciélago se convirtiera en el símbolo de ron Bacardí.
El murciélago de la fruta era una elección lógica para servir como un logotipo para un licor destilado a base de melaza. Como amigos naturales de la industria de la caña de azúcar, los murciélagos polinizan los cultivos y se alimentan de insectos que dañan la misma. La selección de los murciélagos también tiene raíces en el folclore, pues los murciélagos simbolizan la buena fortuna tanto en la provincia de Barcelona (región natal de los Bacardí) como en las poblaciones indígenas locales cubanos. De acuerdo a estas tradiciones, los murciélagos representan hermandad, la discreción y la fidelidad. El murciélago ha llegado a encarnar las cualidades de persistencia y determinación de los miembros de la familia Bacardí.
La insistencia de Doña Amalia en la selección de un logotipo memorable resultó ser una decisión de negocios inteligente. Muchos de los clientes potenciales de Bacardí eran analfabetos, y la imagen del murciélago les ayudó a recordar el ron. Empezaron a pedir "el ron del murciélago” que estaba grabado en los barriles de ron. Cuando Bacardí comenzó a embotellar su propio ron, cada etiqueta contó con el murciélago Bacardí, y con la firma del propio Don Facundo se aprueba la calidad de los contenidos.
El logotipo del murciélago ha sufrido muchos cambios desde que nació en Santiago de Cuba en 1862. La primera versión era un murciélago negro de aspecto realista sobre un fondo circular rojo. Después de la Guerra de Independencia de Cuba, la imagen se actualizó con un dibujo más detallado del murciélago y se le añadió la frase “marca registrada”. La versión del logo se mantuvo  por más de medio siglo.
En 1959, se realizaron nuevos cambios en el logo, y han permanecido en gran medida hasta la fecha. Las características realistas del murciélago se han estilizado, y se añadieron detalles dorados. Entre 2002 y 2005, se le realizaron retoques de menor importancia: se giró la cabeza del murciélago hacia la derecha como un símbolo de mirar siempre al futuro.
La empresa Bacardi no tienen asociaciones con otras empresas, ni forman parte de otras empresas fuera de la Familia Bacardi y exclusivamente Bacardi, se mantiene exclusiva como empresa privada, divesifico por medio de sus marcas y productos solamente.

## Productos Bacardi[4]
- Bacardi Maestro
- Bacardi Black
- Bacardi Softdark
- Bacardi Oakdark
- Bacardi Blanco
- Bacardi Elixir
- Bacardi Solera
- Bacardi Gran Reserva
- Bacardi Breezer
- Bacardi Superior
- Bacardi Cuba Libre
- Bacardi Oro
- Bacardi 101
- Bacardi 151
- Bacardi Añejo
- Bacardi 8
- Bacardi Reserva Limitada
- Bacardi Big Apple - manzana
- Bacardi Cóco
- Bacardi Razz - frambuesa
- Bacardi O - naranja
- Bacardi Limón
- Bacardi Grand Melon - melón
- Bacardi Vanilla
- Bacardi Peach - durazno
- Bacardi Mojito
- Bacardi silver
- Bacardi Dragonberry - (strawberrry)
- Bacardi Oakheart - Ron especiado y endulzado con miel
- Bacardi Extra Seco

Muchos de estos productos han recibido el prestigioso premio por calidad del Instituto Internacional para las Selecciones de Calidad Monde Selection. Por ejemplo, Bacardí 8, Bacardí Oro y Bacardí Reserva Limitada han recibido un International High Quality Trophy a las selecciones mundiales de calidad, organizadas por Monde Selection en 2010. También, Bacardi 8 ha sido recompensado con una Grande Medalla de oro en 2011.